# Complesso nuragico di Lu Brandali
Il complesso nuragico di Lu Brandali è un sito archeologico che si trova nel comune di Santa Teresa Gallura (OT), in località Santa Reparata; è composto da un nuraghe con antemurale, un villaggio, una tomba dei giganti, una serie di tombe "a tafone" e dei ripari sotto roccia.

## Il nuraghe
Il nuraghe è di tipo misto, con caratteristiche sia del nuraghe a corridoio che di quelli a thòlos, è costruito sopra una prominenza granitica che ingloba nella sua struttura ed è composto da una torre principale circondata da un antemurale.
L'ingresso si apre nella porzione nord-ovest di quest'ultimo, scandito nella sua lunghezza da varie torri d'avvistamento che sfruttano degli affioramenti di roccia avvantaggiandosene in altezza.
Una delle torri d'avvistamento sembra essere stata utilizzata in epoca post-medioevale, dopo una ristrutturazione, come fornace per la produzione di calce.
Le strutture contenute all'interno della muraglia sono quasi interamente crollate ed è difficile intuire le forme degli ambienti. I resti della torre centrale furono riadattati in qualche modo durante la seconda guerra mondiale per ospitare un posto di vedetta.

## Il villaggio

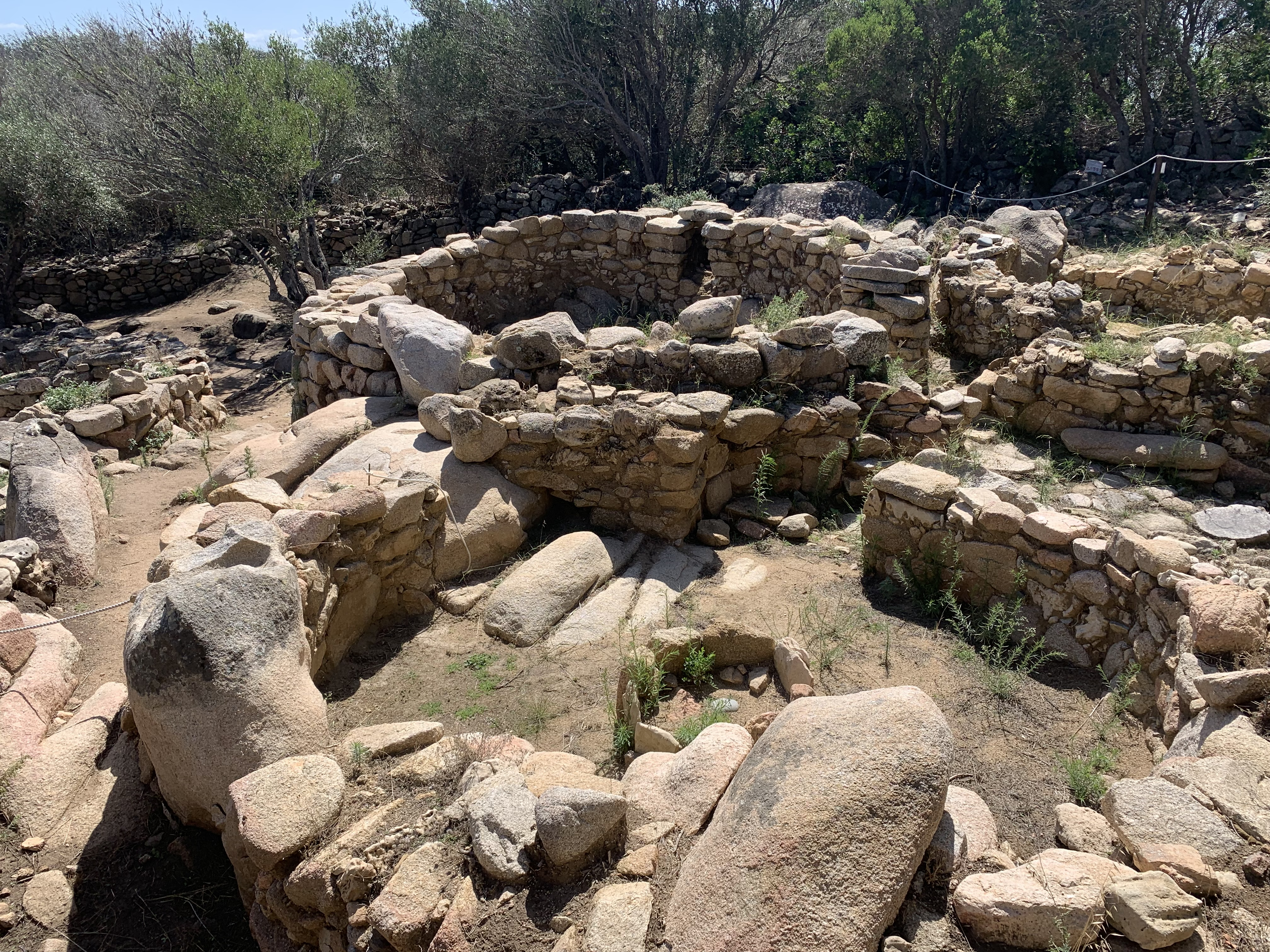
Il villaggio

All'esterno della cortina muraria si sviluppa il villaggio, i rilevamenti di Michele Careddu nel 1967 censivano 36 capanne per lo più a forma circolare. In base ai ritrovamenti e alla stratificazione l'attività del villaggio deve essersi svolta principalmente in un periodo compreso tra il XIV e il X secolo a.C.
Durante gli scavi si rinvenne un significativo numero di resti di fauna marina, testimonianti l'attività della pesca, tra cui: diversi resti di pesce, attribuibili a esemplari di medie e grosse dimensioni quali il tordo nero, il tordo fischietto, la murena, l’orata, il dentice e un esemplare di scombride (Thunnus o genere affine). Anche se non è stato possibile identificarne la specie, si può dire trattasi di un tonno di piccola taglia che presentava nella sua vertebra cinque anelli di accrescimento e la cui morte si può far risalire al periodo successivo all’inverno.
Si rinvenne inoltre la vertebra di uno zifio, un cetaceo di modeste dimensioni.
Di rilievo è la scoperta di una zanna di cinghiale, parte di un elmo a zanne di cinghiale miceneo.

## La tomba dei giganti

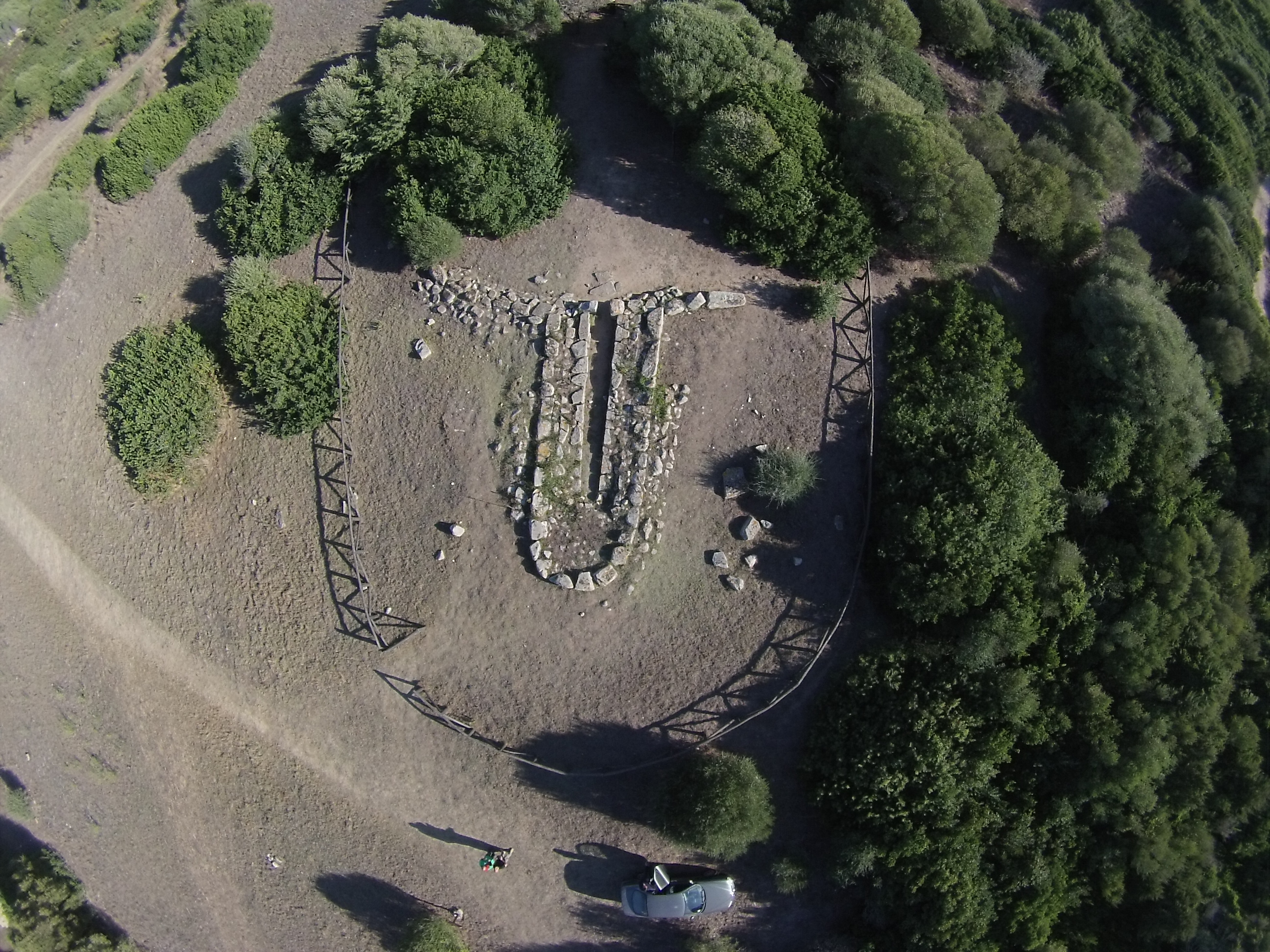
La tomba dei giganti dall'alto

A sud-est delle strutture precedenti si trova questo monumento funerario, costruito con pietre di grosse dimensioni ma notevolmente diverso da come doveva apparire in origine per via di crolli e asportazioni di materiale. Lo scavo della tomba di giganti di Lu Brandali -effettuato nei primi anni ottanta - ha restituito circa una cinquantina di inumazioni (una delle poche tombe a dare questo risultato che regala spaccati di vita quotidiana antica).